# South Heart
South Heart – miasto w Stanach Zjednoczonych, w stanie Dakota Północna, w hrabstwie Stark.